# Illusions reçues par la Terre
Les Illusions reçues par la Terre ou La Chute d'un ange est une sculpture d'Auguste Rodin, conçue avant 1900 et coulée avant 1952 par la Fonderie Rudier. Un moulage en bronze de l'œuvre se trouve actuellement au Brooklyn Museum. Elle montre deux figures féminines, en utilisant le Torse d'Adèle comme base pour l'une d'entre elles.